# Turó de Sant Miquel
El Turó de Sant Miquel és una muntanya de 1.821 metres que es troba al municipi de Montferrer i Castellbò, a la comarca de l'Alt Urgell.